# Obniżenie Lądka i Stronia

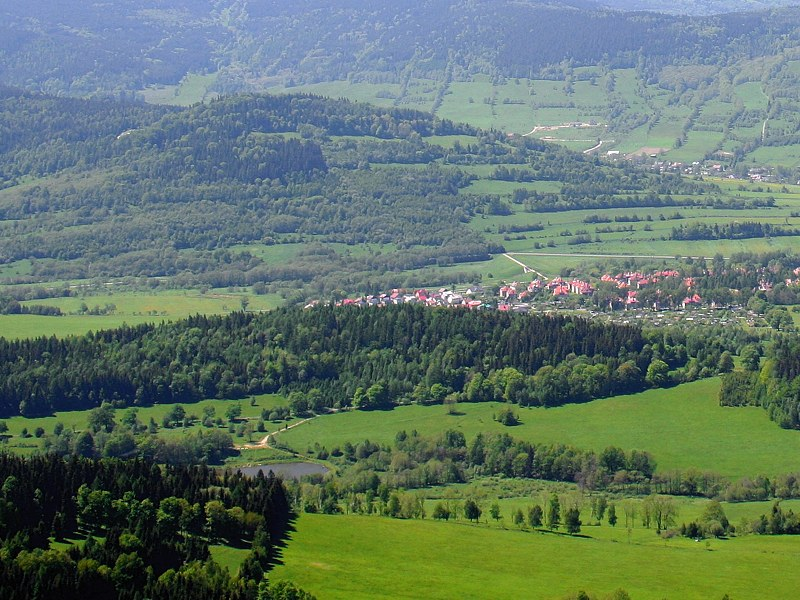
Obniżenie Lądka i Stronia widok od strony południowo-wschodniej z Łyśca, widoczne osiedle Strona Śląskiego Morawka

Obniżenie Lądka i Stronia – niewielkie śródgórskie obniżenie w południowo-zachodniej Polsce położone w województwie dolnośląskim, w powiecie kłodzkim.

## Fizjografia
Obniżenie Lądka i Stronia oddziela Masyw Śnieżnika od Gór Złotych, rozciąga się południkowo na długości około 9 km., od Radochowa na północy do okolic Goszowa na południu, od wschodu Obniżenie ograniczają Góry Złote a od zachodu Krowiarki. Obniżenia stanowi szeroką dobrze wykształconą krętą dolinę o falistym i spadzistym dnie, oraz stromych asymetrycznych zboczach. Obniżenie jest dość szerokie jedynie w Stójkowie i na odcinku Lądek-Zdrój, Radochów dno doliny jest wąskie i ograniczone z obu stron wyniesieniami górskimi. W części zachodniej, w paśmie zabudowy Radochowa Obniżenie tworzy rozległą przestrzeń. Środkiem Obniżenia płynie rzeka Biała Lądecka tworząc liczne malownicze meandry, które podnoszą walory i malowniczość krajobrazową Obniżenia. Dno doliny zajmują łąki i pola uprawne, zbocza wzniesień porastają lasy mieszane głównie świerkowo-bukowe. Obszar Obniżenia jest ciekawy przyrodniczo i krajobrazowo o szerokich panoramach widokowych rozciągających się ze zboczy gór i wyżej leżących wierzchowin. Wzdłuż koryta rzeki i na terasach zalewowych rosną lasy liściaste. Generalnie dolina wykazuje nachylenie z południa na północ. Najwyżej położone są tereny w południowej części doliny w Goszowie około 460 m n.p.m. a najniżej położone tereny osiągają wysokość 390 m n.p.m. w Radochowie. W granicach doliny różnice wysokości osiągają około 70 m. Na obszarze Obniżenia położone są zabudowania tworzące zwarty ciąg osadniczy o dużym znaczeniu turystycznym. Na terenach wzdłuż rzeki położone są miejscowości:, Stojków Radochów i Strachocin oraz miasta Lądek-Zdrój i Stronie Śląskie będące największymi skupiskami ludności w ciągu osadniczym nad Białą Lądecką. . Obniżeniem wzdłuż Białej Lądeckiej prowadzi droga wojewódzka 392 Żelazno - Bystrzyca Kłodzka oraz linia kolejowa 322 Kłodzko - Stronie Śląskie.

## Budowa
Obniżenie położone jest w całości w obrębie jednostki geologicznej zwanej  metamorfikiem Lądka i Śnieżnika, stanowiącym północno – wschodni brzeg Masywu Czeskiego. Dno Obniżenia stanowią warstwy zbudowane głównie ze skał metamorficznych, dolina wytworzyła się w łupkach łyszczykowych, amfibolitach, gnejsach gierałtowskich i śnieżnickich. Na powierzchni całego obszaru Obniżenia występują stare skały krystaliczne podłoża oraz kilka wychodni skał karbońskich. Młodsze osady, plejstoceńskie i holoceńskie, występują  jedynie w dolinach cieków wodnych i zajmują stosunkowo bardzo niewielką powierzchnię.
. W dolinie głównie występują wapienie krystaliczne marmury kalcytowe i dolomitowe). Skały lite przykryte są warstwą zwietrzeliny o zmiennej miąższości od 0,5 do 2,5 m. Powierzchnia zrównania doliny pokryta jest warstwą utworów czwartorzędowych, glin deluwialnych i utworów eolicznych. Lokalnie występują żwiry plejstoceńskie o miąższości do 4,50 m. budujące terasę wysoką. Większość gleb w stanowią gleby zwietrzelinowe górskie o niskiej przydatności rolniczej głównie V i VI klasy bonitacyjnej, gleby klasy IV i III występują sporadycznie. Środek Obniżenia wyznacza wcięte koryto rzeki Białej Lądeckiej wraz z ujściowymi odcinkami dolin licznych potoków będących jej dopływami.

## Krajobraz
Krajobraz Obniżenia uwarunkowany jest budową i przeszłością geologiczną – przedstawia krajobraz pagórkowatej równiny, pociętej w poprzek licznymi potokami, których doliny mają charakter głęboko wciętych wciosów. Najwyższe położenie doliny wynosi 460 m n.p.m., a najniższe 390 m n.p.m. Główną rzeką Obniżenia jest Biała Lądecka, płynąca wzdłuż zachodnich granic Gór Złotych, tworząca poniżej Lądka Zdroju szeroką płaskodenną dolinę. Cały obszar jest, falisty, ciągnący się w kierunku północno-zachodnim wzdłuż koryta Białej Lądeckiej na którym rozsiane są liczne skalne wychodnie. Poza nielicznymi wzniesieniami obszar doliny nie jest porośnięty lasem. Teren jest średnio zaludniony, większość obszaru zajmują pola uprawne i łąki. Krajobraz przeobrażony, w nieznacznym stopniu zurbanizowany.

## Rzeźba
Rzeźba terenu jest różnorodna. Urozmaicenie rzeźby wynika ze skomplikowanej budowy geologicznej i długotrwałych procesów tektonicznych oraz z rozległego rozcięcia pobliskiego masywu gór gęstą siecią potoków. Obniżenie zostało ukształtowane w okresie orogenezy alpejskiej pod wpływem ruchów tektonicznych związanych z górotwórczością. Teren ulegał podnoszeniu lub obniżaniu w wyniku wielofazowych ruchów tektonicznych, zaznaczających się u schyłku okresu mezozoiku. Etapom tektonicznego podnoszenia towarzyszył wzrost deniwelacji rzeźby oraz procesy erozyjno-denudacyjnego usuwania skał podłoża. W okresie spokoju tektonicznego zachodziły procesy wyrównywania rzeźby wskutek rozwoju den dawnych dolin. Na nielicznych wychodniach wapieni krystalicznych rozwinęły się formy krasu podziemnego i powierzchniowego, unikatowe w skali całych Sudetów. W tych okolicach w dolinie spotyka się też gdzieniegdzie niewielkie torfowiska i podmokłe łąki.

## Klimat
Położenie fizyczno-geograficzne, dolinno-kotlinowy układ Obniżenia oraz okoliczne masywy górskie Gór Złotych, osłaniających dolinę od wschodu i północnego wschodu, oraz Krowiarek osłaniających ją od południowego zachodu, wpływają na kształtowanie się typów pogody i zjawisk atmosferycznych mikroregionu. Obszar doliny odizolowany jest od wpływów łagodnych mas powietrza, co czyni dolinę naturalnym zastoiskiem chłodu. W dolinie występują predyspozycje do wielodniowych inwersji termicznych o miąższości 20–50 m ponad dno doliny. Efektem tego jest znaczny spadek temperatury powietrza, powiązany ze wzrostem wilgotności względnej Dolina znajduje się w strefie klimatu podgórskiego. Pory roku są łatwo rozpoznawalne i wyznaczane przez przebieg temperatury: ciepła i wilgotna wiosna, ciepłe i często suche lato, chłodna i wilgotna jesień oraz zima ze średnimi opadami śniegu. Zachmurzenie: średnie występuje w okresie jesienno-zimowym, najmniejsze w lecie. Opadom często towarzyszą gwałtowne burze z wyładowaniami. Średnia temperatura roczna waha się w granicach 6–6,5 °C, średni opad 700-1000 mm.